# モアー・ダンディズム!
『モアー・ダンディズム』は2021年宝塚歌劇団のレビュー作品、ロマンチック・レビュー第21弾。

1995年初演の『ダンディズム!』、続編の『ネオ・ダンディズム! - 男の美学 -』（2006年初演）に続きロマンチック・レビューのミニシリーズとして2021年、星組公演で上演された。併演は『柳生忍法帖』で愛月ひかるのサヨナラ公演。

## 上演期間
- 宝塚大劇場
  - 2021年9月18日 - 11月1日[2]
- 東京宝塚劇場
  - 2021年11月20日 - 12月26日

## 出演
- 礼真琴[3]
- 舞空瞳
- 愛月ひかる

他、星組生

## スタッフ
- 作・演出：岡田敬二